# Coeficientes UEFA
Los coeficientes de la UEFA son las estadísticas elaboradas periódicamente por la Unión de Asociaciones Europeas de Fútbol (UEFA), empleadas para ordenar y asignar clasificaciones o puestos de privilegio en sorteos a los equipos participantes en Liga de Campeones, Liga Europa, Liga Europa Conferencia y la Copa Mundial de Clubes de la FIFA. Existen ránquines de coeficientes para clubes y  para federaciones, además de rankings para fútbol sala.

## Coeficiente de clubes masculinos
El coeficiente de un club se define como el coeficiente individual o el coeficiente de la asociación correspondiente, depende de cuál sea el más alto.

### Cálculo del coeficiente individual
El coeficiente de los clubes está basado en los resultados de Liga de Campeones, Liga Europa y Liga Europa Conferencia de las últimas cinco temporadas y, antiguamente, el 20% del coeficiente de su federación. A partir de la temporada 2018-19 los clubes ya no reciben el 20% del coeficiente de su federación (aunque si su coeficiente individual es inferior al 20% del de su federación, se tomará este número y no su coeficiente individual). Los resultados de estas tres competiciones europeas se miden con un sistema de puntos que se detalla a continuación:

### Asignación de puntos

#### Liga de Campeones
Por ronda:
- Participación en la fase de grupos: 4 puntos
- Participación en octavos de final: 4 puntos
- Participación en rondas posteriores a octavos: 1 punto por ronda

Por resultado de partido:
- Victorias a partir de fase de grupos: 2 puntos
- Empates a partir de fase de grupos:1 punto
- Derrotas a partir de fase de grupos: 0 puntos

No se otorgan puntos a los eliminados en la fase de clasificación, porque muy probablemente obtendrán puntos en la Liga Europa o en la Liga Europa Conferencia

#### Liga Europa
Por ronda:
- Campeón de la fase de grupos: 4 puntos
- Subcampeón de la fase de grupos: 2 puntos
- Participación en octavos de final y rondas posteriores a octavos: 1 punto por ronda

Por resultado de partido:
- Victorias a partir de la fase de grupos (excepto eliminatorias de play-offs): 2 puntos
- Empates a partir de la fase de grupos (excepto eliminatorias de play-offs): 1 punto
- Derrotas a partir de la fase de grupos: 0 puntos

Todos los equipos tienen garantizados un mínimo de 3 puntos en la fase de grupos, que no se suman a los ya obtenidos. No se otorgan puntos a los eliminados en la fase de clasificación

#### Liga Europa Conferencia
Por eliminación:
- Eliminación en la primera ronda de clasificación: 1 punto
- Eliminación en la segunda ronda de clasificación: 1,5 puntos
- Eliminación en la tercera ronda de clasificación: 2 puntos
- Eliminación en los play-offs: 2,5 puntos

Por fases:
- Campeón de la fase de grupos: 2 puntos
- Subcampeón de la fase de grupos: 1 punto
- Participación en semifinal: 1 punto
- Participación en la final: 1 punto

Por resultado de partido:
- Victorias a partir de la fase de grupos (excepto eliminatorias de play-offs): 2 puntos
- Empates a partir de la fase de grupos (excepto eliminatorias de play-offs): 1 punto
- Derrotas a partir de la fase de grupos: 0 puntos

Todos los equipos tienen garantizados un mínimo de 2,5 puntos en la fase de grupos

### Coeficientes actuales de clubes masculinos
| Pos.                                                                 | Equipo                 | País       | 19/20 | 20/21 | 21/22 | 22/23 | 23/24 | Puntos |
| -------------------------------------------------------------------- | ---------------------- | ---------- | ----- | ----- | ----- | ----- | ----- | ------ |
| 1                                                                    | Manchester City        | Inglaterra | 25    | 35    | 27    | 33    | 28    | 148    |
| 2                                                                    | Bayern de Munich       | Alemania   | 36    | 27    | 26    | 27    | 28    | 144    |
| 3                                                                    | Real Madrid            | España     | 17    | 26    | 30    | 29    | 34    | 136    |
| 4                                                                    | Paris Saint-Germain FC | Francia    | 31    | 24    | 19    | 19    | 23    | 116    |
| 5                                                                    | Liverpool FC           | Inglaterra | 18    | 24    | 33    | 19    | 20    | 114    |
| 6                                                                    | AS Roma                | Italia     | 11    | 24    | 23    | 22    | 21    | 101    |
| 6                                                                    | Inter de Milán         | Italia     | 25    | 9     | 18    | 29    | 20    | 101    |
| 8                                                                    | Borussia Dortmund      | Alemania   | 18    | 22    | 10    | 18    | 29    | 97     |
| 8                                                                    | RB Leipzig             | Alemania   | 27    | 17    | 17    | 18    | 18    | 97     |
| 10                                                                   | Chelsea FC             | Inglaterra | 17    | 33    | 25    | 21    |       | 96     |
| 11                                                                   | Manchester United      | Inglaterra | 22    | 26    | 18    | 19    | 7     | 92     |
| 12                                                                   | FC Barcelona           | España     | 24    | 20    | 15    | 9     | 23    | 91     |
| 13                                                                   | Bayer Leverkusen       | Alemania   | 18    | 10    | 14    | 19    | 29    | 90     |
| 14                                                                   | Atlético de Madrid     | España     | 22    | 16    | 19    | 8     | 24    | 89     |
| Fuente: Coeficientes UEFA Clubes Masculino; actualización automática |                        |            |       |       |       |       |       |        |

1. 1 2  A la hora de otorgar puntos, se considera que un partido que ha acabado en tanda de penaltis equivale a un empate, independientemente del resultado de la tanda.
2. 1 2  Debido a la pandemia de COVID-19, algunos partidos con el formato de ida y vuelta se cambiaron a un solo partido. En estos casos, cambiaron los puntos otorgados a los siguientes: 3 puntos por victoria, 2 por empate y 1 por derrota en la competición normal; y la mitad en rondas de clasificación y playoffs[4]

## Coeficientes de clubes femeninos
El coeficiente de una temporada se calcula mediante la suma de los puntos obtenidos durante las últimas cinco temporadas más el 20% del coeficiente de la federación en el mismo periodo.
El sistema ha ido cambiando con mucha regularidad:

### Temporada 2019-20 y anteriores
Ronda de clasificación:
- Victoria por un club eliminado: 1 punto
- Empate por un club eliminado: 0,5 puntos
- Derrota de un club eliminado: 0 puntos

Dieciseisavos de final en adelante:
- Victoria: 2 puntos
- Empate: 1 punto
- Derrota: 0 puntos

### Temporada 2020-21
Ronda de clasificación:
- Eliminación en la primera ronda de clasificación: 1 punto
- Eliminación en la segunda ronda de clasificación: 2 puntos

Dieciseisavos de final en adelante:
- Victoria: 2 puntos
- Empate: 1 punto
- Derrota: 0 puntos

### Sistema actual
Eliminación en la ronda preliminar (en caso de haberla): 0,5 puntos
Ronda de clasificación:
- Primera ronda
  - Eliminación en el partido de tercer y cuarto puesto en la primera ronda de clasificación: 1 punto
  - Victoria en el partido de tercer y cuarto puesto en la primera ronda de clasificación: 1,5 puntos
  - Derrota en la final de la primera ronda de clasificación: 2 puntos

- Segunda ronda:
  - Eliminación en cualquier partido de la segunda ronda: 3 puntos

Fase de grupos en adelante:
- Victoria: 2 puntos
- Empate: 1 punto
- Derrota: 0 puntos
- Cada ronda alcanzada a partir de los cuartos de final: 1 punto

### Coeficientes actuales de clubes femeninos
| Pos. | Equipo                 | País            | EQ   | Puntos  |
| --- | ---------------------- | --------------- | ---- | ------- |
| 1 | Fútbol Club Barcelona  | España          | 112  | 126,233 |
| 2 | Olympique de Lyon      | Francia         | 102  | 118,166 |
| 3 | VfL Wolfsburgo         | Alemania        | 89   | 104,333 |
| 4 | Paris Saint-Germain FC | Francia         | 81   | 97,166  |
| 5 | Bayern de Múnich       | Alemania        | 81   | 96,333  |
| 6 | Chelsea FC             | Inglaterra      | 69   | 81,366  |
| 7 | Arsenal FC             | Inglaterra      | 44   | 56,366  |
| 8 | Manchester City        | Inglaterra      | 33   | 45,366  |
| 9 | Juventus               | Italia          | 36   | 43      |
| 10 | Atlético de Madrid     | España          | 28   | 42,233  |
| 11 | Slavia Praga           | República Checa | 34   | 39,233  |
| 12 | Real Madrid            | España          | 23   | 37,233  |
| 13 | FC Rosengård           | Suecia          | 28   | 33,399  |
| 14 | SKN St. Pölten         | Austria         | 26   | 30,05   |
| 15 | Brøndby IF             | Dinamarca       | 24,5 | 29,65   |
| Fuente: Coeficientes UEFA Clubes Femenino; actualización manual (última actualización: 18 de junio de 2023) |                        |                 |      |         |

## Coeficiente de las federaciones masculinas
El coeficiente de las federaciones,está elaborado sobre la base del rendimiento de todos los equipos representantes de una federación en los últimos cinco años. Estas estadísticas se usan para determinar el número de clasificados para la Liga de Campeones, Liga Europa y Liga Europa Conferencia por cada federación.

### Asignación de puntos
El coeficiente de la federación es la media de los puntos de todos clubes de esa federación que compiten en Europa. El criterio para otorgar los puntos a federaciones es ligeramente distinto al de los clubes. Las modificaciones son las siguientes:

#### Liga de Campeones, Liga Europa y Liga Europa Conferencia
Se añaden:
- Victoria en rondas de clasificación y playoff: 1 punto
- Empate en rondas de clasificación y playoff: 0,5 puntos

#### Liga Europa Conferencia
Se suprimen los puntos por eliminación

#### Coeficientes actuales de federaciones masculinas
| Pos.                                                                       | Federación      | 18/19  | 19/20  | 20/21  | 21/22  | 22/23  | Puntos |
| -------------------------------------------------------------------------- | --------------- | ------ | ------ | ------ | ------ | ------ | ------ |
| 1                                                                          | Inglaterra      | 22,642 | 18,571 | 24,357 | 21     | 23     | 109,57 |
| 2                                                                          | España          | 19,571 | 18,928 | 19,5   | 18,428 | 16,571 | 92,998 |
| 3                                                                          | Alemania        | 15,214 | 18,714 | 15,214 | 16,214 | 17,125 | 82,481 |
| 4                                                                          | Italia          | 12,642 | 14,928 | 16,285 | 15,714 | 22,357 | 81,926 |
| 5                                                                          | Francia         | 10,583 | 11,666 | 7,916  | 18,416 | 12,583 | 61,164 |
| 6                                                                          | Países Bajos    | 8,6    | 9,4    | 9,2    | 19,2   | 13,5   | 59,9   |
| 7                                                                          | Portugal        | 10,9   | 10,3   | 9,6    | 12,916 | 12,5   | 56,216 |
| 8                                                                          | Bélgica         | 7,8    | 7,6    | 6      | 6,6    | 14,2   | 42,2   |
| 9                                                                          | Escocia         | 6,75   | 9,75   | 8,5    | 7,9    | 3,5    | 36,4   |
| 10                                                                         | Austria         | 6,2    | 5,8    | 6,7    | 10,4   | 4,9    | 34     |
| 11                                                                         | Serbia          | 6      | 6      | 5,5    | 9,5    | 5,375  | 32,375 |
| 12                                                                         | Turquía         | 5,5    | 5      | 3,1    | 6,7    | 11,8   | 32,1   |
| 13                                                                         | Suiza           | 3,9    | 6,4    | 5,125  | 7,75   | 8,5    | 31,675 |
| 14                                                                         | Ucrania         | 5,6    | 7,2    | 6,8    | 4,2    | 5,7    | 29,5   |
| 15                                                                         | República Checa | 6,5    | 2,5    | 6,6    | 6,7    | 6,75   | 29,05  |
| 16                                                                         | Noruega         | 5,375  | 3,75   | 6,5    | 7,625  | 5,75   | 29     |
| 17                                                                         | Dinamarca       | 4,875  | 5,125  | 4,125  | 7,8    | 5,9    | 27,825 |
| Fuente: Coeficientes UEFA Federaciones masculino; actualización automática |                 |        |        |        |        |        |        |

### Clasificados por federación
Para determinar el número de plazas en las competiciones europeas, se usa el ranking de federaciones expuesto anteriormente excluyendo a Liechtenstein. Cada posición del ranking tiene unas plazas en las tres competiciones europeas.

#### 2021-2024
|         | Liga de campeones | Liga de campeones | Liga de campeones | Liga de campeones | Liga de campeones | Liga de campeones |    | Liga Europa | Liga Europa | Liga Europa |    | Liga Europa Conferencia | Liga Europa Conferencia | Liga Europa Conferencia | Liga Europa Conferencia |  |
| Ranking | FG                | RC                | RC                | RC                | RC                | RC                | FG | RC          | RC          | RC          | RC | RC                      | RC                      |                         |                         |  |
| Ranking | FG                | PO                | Q3                | Q2                | Q1                | RP                | FG | PO          | Q3          | PO          | Q3 | Q2                      | Q1                      |                         |                         |  |
| 1–4     | 4                 |                   |                   |                   |                   |                   | 2  |             |             | 1           |    |                         |                         |                         |                         |  |
| 5       | 2                 |                   | 1                 |                   |                   |                   | 2  |             |             | 1           |    |                         |                         |                         |                         |  |
| 6       | 2                 |                   | 1                 |                   |                   |                   | 1  |             |             |             | 1  | 1                       |                         |                         |                         |  |
| 7–9     | 1                 |                   | 1                 |                   |                   |                   |    | 1           |             |             | 1  | 1                       |                         |                         |                         |  |
| 10      | 1                 |                   |                   | 1                 |                   |                   |    | 1           |             |             | 1  | 1                       |                         |                         |                         |  |
| 11–12   |                   | 1                 |                   | 1                 |                   |                   |    | 1           |             |             | 1  | 1                       |                         |                         |                         |  |
| 13–14   |                   |                   | 1                 | 1                 |                   |                   |    |             | 1           |             |    | 2                       |                         |                         |                         |  |
| 15      |                   |                   |                   | 2                 |                   |                   |    |             | 1           |             |    | 2                       |                         |                         |                         |  |
| 16–17   |                   |                   |                   | 1                 |                   |                   |    |             |             |             |    | 3                       |                         |                         |                         |  |
| 18–28   |                   |                   |                   |                   | 1                 |                   |    |             |             |             |    | 3                       |                         |                         |                         |  |
| 29      |                   |                   |                   |                   | 1                 |                   |    |             |             |             |    | 2                       | 1                       |                         |                         |  |
| 30–49   |                   |                   |                   |                   | 1                 |                   |    |             |             |             |    |                         | 3                       |                         |                         |  |
| 50      |                   |                   |                   |                   | 1                 |                   |    |             |             |             |    |                         | 2                       |                         |                         |  |
| 51–54   |                   |                   |                   |                   |                   | 1                 |    |             |             |             |    |                         | 2                       |                         |                         |  |
| LIE     |                   |                   |                   |                   |                   |                   |    |             |             |             |    |                         | 1                       |                         |                         |  |

#### 2024-
|         | Liga de Campeones | Liga de Campeones | Liga de Campeones | Liga de Campeones | Liga de Campeones |    | Liga Europa | Liga Europa | Liga Europa | Liga Europa | Liga Europa |    | Liga Europa Conferencia | Liga Europa Conferencia | Liga Europa Conferencia | Liga Europa Conferencia |  |
| Ranking | FG                | RC                | RC                | RC                | RC                | FG | RC          | RC          | RC          | RC          | RC          | RC | RC                      | RC                      |                         |                         |  |
| Ranking | FG                | PO                | Q3                | Q2                | Q1                | FG | PO          | Q3          | Q2          | Q1          | PO          | Q3 | Q2                      | Q1                      |                         |                         |  |
| 1–4     | 4                 |                   |                   |                   |                   | 2  |             |             |             |             | 1           |    |                         |                         |                         |                         |  |
| 5       | 3                 |                   | 1                 |                   |                   | 2  |             |             |             |             | 1           |    |                         |                         |                         |                         |  |
| 6       | 2                 |                   | 1                 |                   |                   | 1  |             |             | 1           |             |             |    | 1                       |                         |                         |                         |  |
| 7       | 1                 |                   | 1                 |                   |                   | 1  |             |             | 1           |             |             |    | 1                       |                         |                         |                         |  |
| 8–9     | 1                 |                   | 1                 |                   |                   |    | 1           |             | 1           |             |             |    | 1                       |                         |                         |                         |  |
| 10      | 1                 |                   |                   | 1                 |                   |    | 1           |             | 1           |             |             |    | 1                       |                         |                         |                         |  |
| 11–12   |                   | 1                 |                   | 1                 |                   |    | 1           |             | 1           |             |             |    | 1                       |                         |                         |                         |  |
| 13–14   |                   | 1                 |                   | 1                 |                   |    |             | 1           |             |             |             |    | 2                       |                         |                         |                         |  |
| 15      |                   |                   |                   | 2                 |                   |    |             | 1           |             |             |             |    | 2                       |                         |                         |                         |  |
| 16–22   |                   |                   |                   | 1                 |                   |    |             |             |             | 1           |             |    | 2                       |                         |                         |                         |  |
| 23–29   |                   |                   |                   |                   | 1                 |    |             |             |             | 1           |             |    | 2                       |                         |                         |                         |  |
| 30–33   |                   |                   |                   |                   | 1                 |    |             |             |             | 1           |             |    | 1                       | 1                       |                         |                         |  |
| 34–37   |                   |                   |                   |                   | 1                 |    |             |             |             |             |             |    | 1                       | 2                       |                         |                         |  |
| 38–49   |                   |                   |                   |                   | 1                 |    |             |             |             |             |             |    |                         | 3                       |                         |                         |  |
| 50–54   |                   |                   |                   |                   | 1                 |    |             |             |             |             |             |    |                         | 2                       |                         |                         |  |
| LIE     |                   |                   |                   |                   |                   |    |             |             |             |             |             |    |                         | 1                       |                         |                         |  |

1. 1 2  Liechtenstein no tiene sistema de ligas propio, ya que sus siete equipos participan en el sistema de ligas de Suiza.[9] Sin embargo, sí tiene un torneo nacional, la copa de Liechtenstein, cuyo ganador se clasifica a competiciones europeas